# Операция Biting
Операция "Укус", также Рейд Брюневаля (27-28 февраля 1942 г.) — рейд британских коммандос в Брюневаль на севере Франции во время Второй мировой войны.
Целью рейда был захват оборудования радиолокационной установки типа Wurzburg. Некоторые из этих установок были идентифицированы по фотографиям воздушной разведки в 1941 году, но назначение и характер оборудования были неизвестны. Некоторые британские ученые считали, что эти станции были связаны с отражением налетов британских бомбардировщиков на объекты целей в оккупированной Европе, что привело к большим потерям самолётов и пилотов. Ученые попросили захватить одну из этих установок и, если возможно, вывезти ключевое оборудование в Великобританию для дальнейшего изучения.
Из-за сильной береговой обороны, возведенной немцами для защиты объекта с моря, британцы полагали, что рейд коммандос с моря будет слишком опасным и не даст желаемых результатов. Было принято решение в пользу воздушно-десантной операции с последующей эвакуацией морем.
Ночью 27 февраля, после периода интенсивных тренировок и нескольких задержек из-за плохой погоды, рота воздушно-десантных войск под командованием майора Джона Фроста десантировалась во Францию в нескольких милях от установки. Основные силы атаковали виллу, в которой располагалось радиолокационное оборудование. После непродолжительной перестрелки отряду удалось захватить установку.
Специалист, прибывший с отрядом коммандос, демонтировал антенну радара и изъял несколько ключевых элементов, после чего отряд отошел на берег для эвакуации. Десантники были подобраны катерами и переброшены на несколько канонерских лодок, которые и доставили отряд в Англию.
Рейд достиг полного успеха. Десантники понесли относительно небольшие потери, а части радара, которые они привезли, вместе с захваченным немецким радиолокационным техником позволили британским ученым понять состояние радарной техники противника и разработать контрмеры.